# 邋遢喬
邋塌乔 （sloppy joe）是一种美国的传统快餐，以其味道丰富和松散的口感而闻名。通常情况下，这款三明治会很肉汁且食用时比较滑腻，因此得名「Sloppy Joe」。制作使用 碎牛肉、洋葱、番茄酱或番茄酱、伍斯特酱和其他调味料组成的肉末，并放在汉堡面包上。 关于三明治的起源有不同的记录所以存在一些争议。 其中一种流行的观点是它起源于美国的多个地区。一些人认为这款三明治可能源自于俄亥俄州，而其他人则认为来自路易斯安那州或俄克拉荷马州。

## 历史

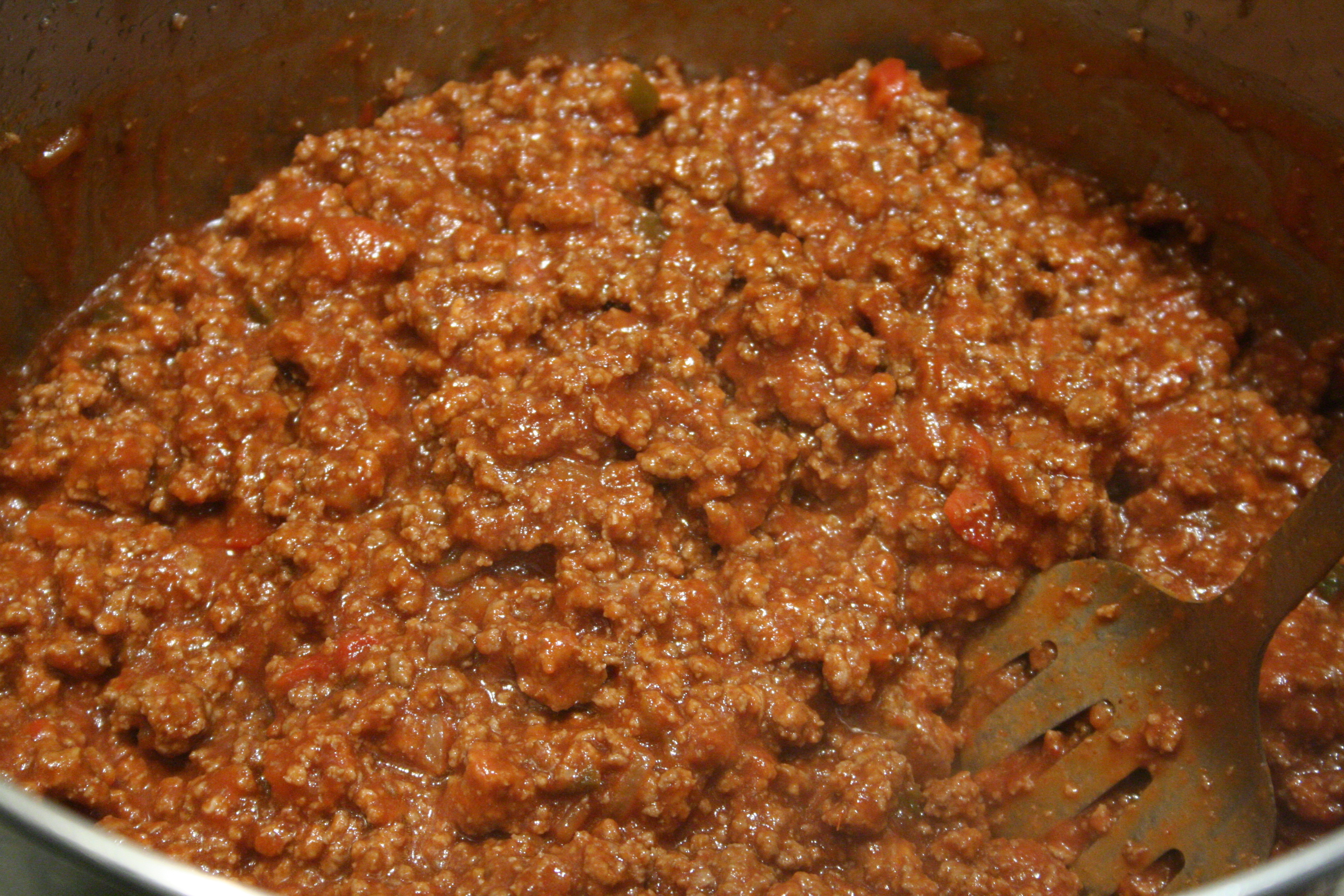
用曼维奇酱准备的邋遢乔